# 藤中友哉
藤中 友哉（ふじなか ゆうや、1998年〈平成10年〉7月27日 - ）は、日本の作詞家、作曲家、編曲家、音楽プロデューサー。大阪府大東市出身。

## 概要
幼少の頃からピアノ演奏に慣れ親しみ、音楽に囲まれた環境で育つ。2022年、宇野実彩子（AAA）のオリジナル・アルバム『All AppreciAte』（2021年11月に先行配信）にて表題曲を書き下ろし、作曲家デビュー。同年末には石川花に手掛けた『星空の約束』が、『第64回日本レコード大賞』にて新人賞を受賞。以降、乃木坂46やNMB48、Little Glee Monsterなど、女性アーティストを中心に幅広く楽曲を手掛けている。

## 人物
手掛ける楽曲の旋律によって、宇野実彩子から『美メロ先生』と命名された。

## 提供作品
※五十音順
青いガーネット
- 明日こそグッデイ（作曲）

Ame
- Love?（作詞・作曲・編曲・ボーカルディレクション）

石川花
- 星空の約束（作曲・編曲）【第64回日本レコード大賞・新人賞】
- RAY OF LIGHT（作詞・作曲・編曲・ボーカルディレクション）

石垣優
- つよがり（作曲）
- 明日（作詞）

宇野実彩子（AAA）
- All AppreciAte（作曲）
- 逢いたい（作曲・ストリングスアレンジ）
- Yell（作曲）
- Sorrow（作曲）

NMB48
- 青い春よ（作詞・作曲・編曲・ボーカルディレクション）
- 美しく激しく咲く（作詞・ボーカルディレクション）
- 全部抱きしめろ！（作詞・ボーカルディレクション）

黒澤ダイヤ（CV.小宮有紗）
- MOTTO-ZUTTO be with you（作曲）

CYBERJAPAN DANCERS
- Bounce!（日本語詞・ボーカルディレクション）

SARD UNDERGROUND
- 恋が待ち伏せしてた午後（作曲）
- 私と恋をしてください（作曲）
- 故障した車（作曲・編曲）
- 輝く旅人よ（作曲）

葛籠貫理紗
- 想い人（作詞・作曲・編曲・ボーカルディレクション）

東京CuteCute
- 幸せを運ぶうさぎ（作曲・編曲）

乃木坂46
- 「じゃあね」が切ない（作曲・編曲）

新妻聖子
- 角（作曲）

HIGH SPIRITS
- GO MY WAY!（作詞・作曲）

BLACKNAZARENE
- あなた（作曲・編曲）

山本彩
- ボクたちのスタート（ボーカルディレクション）

ゆたたん
- 雨の日の朝のように（作曲・編曲・ボーカルディレクション）

Little Glee Monster
- 冬のうた（編曲）
- 紅（編曲）[3]
- I Promise You（作詞・作曲・編曲）
- 時代とハートを動かすセイコー（編曲）[4]
- TOMORROW（編曲）

LinQ
- Winter Magic（作詞・作曲・編曲）

Rumi
- 幻（作詞・作曲・編曲・ボーカルディレクション）

鷲尾伶菜
- 煌めき（作詞・作曲・編曲）

## 出演
- JFN『Little Glee Monster「Join Us！」』ゲスト出演[5]

- iQIYI『Sing! Asia』審査員出演

## タイアップ一覧
| アーティスト名      | 曲名                         | タイアップ                                   | 発売年 |
| ------------------- | ---------------------------- | -------------------------------------------- | ------ |
| 宇野実彩子（AAA）   | All AppreciAte               | JAL『うの旅 in 青森』イメージソング          | 2021年 |
| 宇野実彩子（AAA）   | All AppreciAte               | JAL『うの旅 in 沖縄』イメージソング          | 2021年 |
| 石垣優              | つよがり                     | OTNet『さいばぁおばぁの知恵袋』CMソング      | 2022年 |
| SARD UNDERGROUND    | 恋が待ち伏せしてた午後       | TVアニメ『おかしなさばくのスナとマヌ』主題歌 | 2022年 |
| 新妻聖子            | 角                           | メメントモリ『ペトラ』キャラクターソング     | 2023年 |
| Little Glee Monster | 紅                           | 映画『カラオケ行こ！』主題歌                 | 2024年 |
| 石垣優              | 明日                         | 明治『メイバランスMICHITAS』イメージソング   | 2024年 |
| Little Glee Monster | 時代とハートを動かすセイコー | セイコーグループ イメージソング              | 2024年 |
| 山本彩              | ボクたちのスタート           | 小学館『小学一年生』創刊100周年テーマソング  | 2025年 |